# Radhi Jaïdi
Radhi Ben Abdelmajid Jaïdi (Tunis, 30 de Agosto de 1975) é um ex-futebolista tunisiano, que atuava como defensor. 

## Carreira
Ele representou a Seleção Tunisiana de Futebol nas Olimpíadas de 1996.
Jogou as Copas do mundo de 2002 e 2006 nessa ultima fez um gol no final do jogo contra a Arábia Saudita o jogo terminou em  empate em 2 a 2. Jogou emprestado para o Birmingham City pelo Bolton Wanderers.

## Títulos
Tunísia
- Campeonato Africano das Nações: 2004